# 1757
Il 1757 (MDCCLVII in numeri romani) è un anno  del XVIII secolo.

## Eventi
- 2 gennaio – Il Regno Unito conquista Calcutta e assume il controllo del Bengala e del Bihar.
- 6 maggio – Battaglia di Praga: L'esercito prussiano, al comando dello stesso re Federico il Grande, sconfigge quello austriaco, al comando del principe Carlo Alessandro di Lorena.
- 10 giugno - Maria Teresa d'Austria sopprime il comune di Cantalupo (Cerro Maggiore) facendolo diventare una frazione del comune di Cerro Maggiore
- 18 giugno – Battaglia di Kolín: I Prussiani di Federico il Grande subiscono la loro prima sconfitta ad opera dell'esercito austriaco. Nello stesso giorno, per commemorare questa vittoria, Maria Teresa d'Austria istituisce l'Ordine militare di Maria Teresa.
- 26 luglio – Battaglia di Hastenbeck: Le truppe francesi sconfissero la coalizione dell'Elettorato di Hannover, del Langraviato d'Assia-Kassel e del Ducato di Brunswick.
- 3-9 agosto – Assedio di Fort William Henry: Le truppe britanniche del Tenente Colonnello George Munro, trincerate nel forte, furono costrette alla capitolazione dalla superiorità dell'esercito francese del Marchese di Montcalm.
- 30 agosto – Battaglia di Gross-Jägersdorf: Le forze del Regno di Prussia, agli ordini del feldmaresciallo Hans von Lehwaldt, vengono sconfitte da un'armata russa sotto il comando del maresciallo Stepan Fëdorovič Apraksin.
- 5 novembre – Battaglia di Roßbach: Il re di Prussia Federico il Grande sconfisse le truppe franco-austriache al comando del principe di Soubise.
- 5 dicembre – Battaglia di Leuthen: Nel corso della Guerra dei sette anni, l'esercito prussiano sotto il comando diretto del re di Prussia, Federico II, nonostante la forte inferiorità numerica, sconfigge l'esercito imperiale austriaco.
- John Campbell inventa il sestante.

## Nati

### Gennaio
- 1º gennaio - Francesco Cesarei Leoni, cardinale e vescovo cattolico italiano († 1830)
- 3 gennaio - Tommaso Bucciano, scultore italiano († 1830)
- 4 gennaio - Tituš Brezovački, poeta, scrittore e religioso croato († 1805)
- 6 gennaio - Albrecht Wilhelm Roth, botanico e medico tedesco († 1834)
- 9 gennaio - John Adair, politico e militare statunitense († 1840)
- 11 gennaio - Samuel Bentham, ingegnere inglese († 1831)
- 19 gennaio - Louise-Félicité Guynement de Kéralio, scrittrice francese († 1821)
- 19 gennaio - John Townshend, politico inglese († 1833)
- 19 gennaio - Augusta di Reuss-Ebersdorf, contessa († 1831)
- 20 gennaio - Sebastiano Giuseppe Danna, generale italiano († 1811)
- 23 gennaio - Paolo Vincenzo Bonomini, pittore italiano († 1839)
- 27 gennaio - Juan Domingo Pignatelli de Aragón y Gonzaga, militare spagnolo († 1819)
- 28 gennaio - Antonio Bartolomeo Bruni, compositore, violinista e direttore d'orchestra italiano († 1821)
- 30 gennaio - Luisa Augusta d'Assia-Darmstadt, principessa tedesca († 1830)

### Febbraio
- 1º febbraio - John Philip Kemble, attore teatrale e impresario teatrale inglese († 1823)
- 3 febbraio - Constantin-François de Chassebœuf de Volney, filosofo e orientalista francese († 1820)
- 3 febbraio - Giuseppe Forlenza, chirurgo e oculista italiano († 1833)
- 3 febbraio - Pál Kitaibel, botanico, chimico e medico ungherese († 1817)
- 11 febbraio - Charles César de Fay de La Tour-Maubourg, militare e politico francese († 1831)
- 12 febbraio - Anton Maria Lamberti, scrittore e poeta italiano († 1832)
- 14 febbraio - Kazimierz Nestor Sapieha, militare polacco († 1798)
- 15 febbraio - Francesco Saverio di Borbone-Spagna, principe († 1771)
- 17 febbraio - Antonio Calegari, compositore italiano († 1828)
- 20 febbraio - John Fuller, politico e filantropo britannico († 1834)
- 21 febbraio - Michel Gabriel Paccard, alpinista francese († 1827)
- 22 febbraio - Francesco Maresca, architetto italiano († 1824)
- 28 febbraio - Domenico Buttaoni, vescovo cattolico italiano († 1822)
- 28 febbraio - Antonio Gabriele Severoli, cardinale e arcivescovo cattolico italiano († 1824)
- 28 febbraio - Federica di Schlieben, nobile tedesca († 1827)

### Marzo
- 1º marzo - Alexis Boyer, medico, chirurgo e anatomista francese († 1833)
- 6 marzo - Jean-Pierre Louis de Fontanes, politico francese († 1821)
- 11 marzo - James Saumarez, ammiraglio britannico († 1836)
- 12 marzo - Varvara von Engelhardt, nobildonna russa († 1815)
- 20 marzo - Julien-François Douillard, architetto e politico francese († 1833)
- 21 marzo - James Sowerby, illustratore e naturalista inglese († 1822)
- 23 marzo - Luigi Leonardo Colli, generale italiano († 1809)
- 24 marzo - James Wilkinson, politico e generale statunitense († 1825)
- 29 marzo - Carl Axel Arrhenius, chimico e militare svedese († 1824)
- 30 marzo - Sophie von Fersen, nobildonna svedese († 1816)
- 31 marzo - Gustaf Mauritz Armfelt, generale, diplomatico e politico svedese († 1814)

### Aprile
- 1º aprile - Fabrizio Sceberras Testaferrata, cardinale e arcivescovo cattolico maltese († 1843)
- 6 aprile - Antonio Isidoro Rusca, politico e avvocato svizzero († 1846)
- 7 aprile - Benedetto Frizzi, medico e letterato italiano († 1844)
- 9 aprile - Wojciech Bogusławski, attore teatrale, direttore teatrale e drammaturgo polacco († 1829)
- 9 aprile - Michael Bryan, storico dell'arte e mercante inglese († 1821)
- 9 aprile - Edward Pellew, I visconte di Exmouth, ammiraglio britannico († 1833)
- 11 aprile - Léon II de Perthuis de Laillevault, architetto francese († 1818)
- 14 aprile - Giovanni Bausan, militare e nobile italiano († 1825)
- 14 aprile - Prosdocimo Rotondo, avvocato e patriota italiano († 1799)
- 20 aprile - Pierre Auguste Lajard, politico e ufficiale francese († 1837)
- 22 aprile - Josef Grassi, pittore e miniatore austriaco († 1838)
- 23 aprile - Claus Schall, violinista, compositore e danzatore danese († 1835)
- 25 aprile - Aleksandra Nikolaevna Repnina, nobildonna russa († 1834)
- 27 aprile - Carl Johan Adlercreutz, generale svedese († 1815)
- 27 aprile - Louis François Jean Chabot, generale francese († 1837)
- 30 aprile - Joseph Hager, linguista, lessicografo e orientalista austriaco († 1819)

### Maggio
- 5 maggio - Remigio Crescini, cardinale e vescovo cattolico italiano († 1830)
- 19 maggio - Christian Friedrich Ludwig, naturalista e medico tedesco († 1823)
- 25 maggio - Giuseppe Urbano Pagani Cesa, letterato italiano († 1835)
- 30 maggio - Henry Addington, I visconte Sidmouth, politico britannico († 1844)
- 31 maggio - Philip Yorke, III conte di Hardwicke, politico inglese († 1834)
- 31 maggio - Federico Francesco Saverio di Hohenzollern-Hechingen, militare e politico tedesco († 1844)

### Giugno
- 3 giugno - Giambattista Castelnuovo, vescovo cattolico italiano († 1831)
- 5 giugno - Pierre Jean Georges Cabanis, medico, fisiologo e filosofo francese († 1808)
- 5 giugno - Sven Ingemar Ljungh, naturalista svedese († 1828)
- 7 giugno - Georgiana Spencer, britannica († 1806)
- 8 giugno - Ercole Consalvi, cardinale, politico e mecenate italiano († 1824)
- 9 giugno - Johann Rudolph Czernin von und zu Chudenitz, nobile, politico e mecenate boemo († 1845)
- 10 giugno - Johann Friedrich Ferdinand Fleck, attore teatrale tedesco († 1801)
- 10 giugno - Giacomo Modena, attore teatrale italiano († 1841)
- 18 giugno - Ignace Pleyel, compositore e editore austriaco († 1831)
- 18 giugno - Gervasio Antonio de Posadas, politico argentino († 1833)
- 22 giugno - George Vancouver, esploratore britannico († 1798)

### Luglio
- 9 luglio - Laban Ainsworth, pastore protestante e compositore statunitense († 1858)
- 10 luglio - Mahmud ibn Muhammad, sovrano tunisino († 1824)
- 11 luglio - Johann Matthäus Bechstein, etologo, ornitologo e botanico tedesco († 1822)
- 13 luglio - Stepan Stepanovič Apraksin, nobile e generale russo († 1827)
- 14 luglio - Anders Fredrik Skjöldebrand, generale svedese († 1834)
- 22 luglio - Alexander Ball, ammiraglio britannico († 1809)
- 22 luglio - Jean-Joseph Espercieux, scultore francese († 1840)
- 23 luglio - Anna Maria Panialis, tipografa italiana
- 24 luglio - Vladimir Lukič Borovikovskij, pittore russo († 1825)
- 25 luglio - Marie Schellinck, belga († 1840)
- 25 luglio - Mihály Viczay, numismatico e archeologo ungherese († 1834)
- 28 luglio - Marina Querini, nobildonna italiana († 1839)

### Agosto
- 3 agosto - François-Xavier-Marc-Antoine de Montesquiou-Fézensac, politico francese († 1832)
- 7 agosto - Abbondio Bernasconi, avvocato, notaio e politico svizzero († 1822)
- 9 agosto - Elizabeth Schuyler Hamilton, filantropa statunitense († 1854)
- 9 agosto - Thomas Telford, ingegnere scozzese († 1834)
- 12 agosto - Louisa Stuart, scrittrice britannica († 1851)
- 13 agosto - James Gillray, disegnatore britannico († 1815)
- 17 agosto - Adam von Bartsch, scrittore e incisore austriaco († 1821)
- 19 agosto - Jean-Baptiste Annibal Aubert du Bayet, politico e generale francese († 1797)
- 20 agosto - Federico Carlo di Schleswig-Holstein-Sonderburg-Beck, nobile danese († 1816)
- 21 agosto - Tommaso Nani, giurista italiano († 1813)
- 26 agosto - Antoine Christophe Saliceti, politico italiano († 1809)
- 27 agosto - Dorothy Cavendish, nobildonna inglese († 1794)
- 27 agosto - Girolamo Manieri, vescovo cattolico italiano († 1844)

### Settembre
- 3 settembre - Carlo Augusto di Sassonia-Weimar-Eisenach, nobile tedesco († 1828)
- 6 settembre - Gilbert du Motier de La Fayette, generale e politico francese († 1834)
- 14 settembre - Jean-Jacques Lequeu, architetto e disegnatore francese († 1826)
- 17 settembre - Pedro Domingo Murillo, politico peruviano († 1810)
- 21 settembre - James Jackson, politico e generale statunitense († 1806)
- 22 settembre - Giovan Francesco Compagnoni Marefoschi, arcivescovo cattolico italiano († 1820)
- 23 settembre - Filippo Maria Albertino Bellenghi, arcivescovo cattolico e naturalista italiano († 1839)
- 26 settembre - Maria Amalia di Sassonia, principessa sassone († 1831)
- 29 settembre - Thomas Pakenham, ammiraglio irlandese († 1836)
- 30 settembre - Brigida Banti, soprano italiano († 1806)
- 30 settembre - Michele Palmieri, vescovo cattolico italiano († 1842)

### Ottobre
- 1º ottobre - Andrew Mitchell, ammiraglio britannico († 1808)
- 3 ottobre - Luigi Castiglioni, botanico e politico italiano († 1832)
- 5 ottobre - Luisa Adelaide di Borbone-Condé, religiosa francese († 1824)
- 9 ottobre - Carlo X di Francia, sovrano francese († 1836)
- 10 ottobre - Erik Acharius, botanico e medico svedese († 1819)
- 15 ottobre - Teresio Ferrero della Marmora, cardinale e vescovo cattolico italiano († 1831)
- 21 ottobre - Pierre François Charles Augereau, generale francese († 1816)
- 24 ottobre - Francesco Maria Benedetto Amat Manca, politico e militare italiano († 1830)
- 25 ottobre - Heinrich Friedrich Karl von Stein, politico prussiano († 1831)
- 26 ottobre - Karl Leonhard Reinhold, filosofo austriaco († 1823)
- 27 ottobre - Antonio Fortunato Stella, tipografo e editore italiano († 1833)

### Novembre
- 1º novembre - Francesco Aglietti, medico e letterato italiano († 1836)
- 1º novembre - Antonio Canova, scultore e pittore italiano († 1822)
- 2 novembre - Pio Camillo Bonelli, VIII duca di Salci, duca, politico e rivoluzionario italiano († 1837)
- 3 novembre - Ferdinando Messia de Prado, astronomo italiano († 1810)
- 3 novembre - Robert Smith, politico statunitense († 1842)
- 6 novembre - Louis Abel Beffroy De Reigny, drammaturgo e giornalista francese († 1811)
- 6 novembre - Giuseppe Zurlo, giurista e politico italiano († 1828)
- 12 novembre - Robert Willan, medico inglese († 1812)
- 15 novembre - Jacques-René Hébert, giornalista e rivoluzionario francese († 1794)
- 15 novembre - Heinrich Christian Friedrich Schumacher, medico e botanico danese († 1830)
- 18 novembre - Thomas Taylour, I marchese di Headfort, nobile e politico irlandese († 1829)
- 20 novembre - Jean-Thomas Thibault, architetto e pittore francese († 1826)
- 24 novembre - Louis Charles Antoine de Beaufranchet d'Ayat, generale e politico francese († 1821)
- 27 novembre - Mary Robinson, poetessa inglese († 1800)
- 28 novembre - William Blake, poeta, pittore e incisore britannico († 1827)

### Dicembre
- 5 dicembre - Jean-Baptiste Rauzan, presbitero francese († 1847)
- 6 dicembre - David Baird, I baronetto, generale, politico e nobile scozzese († 1829)
- 7 dicembre - Giuseppe Duodo, militare italiano († 1811)
- 9 dicembre - Simone Pomardi, pittore, disegnatore e viaggiatore italiano († 1830)
- 10 dicembre - Pietro Carlo Antonio Ciani, vescovo cattolico italiano († 1825)
- 17 dicembre - Maria Anna di Savoia, principessa († 1824)
- 18 dicembre - Tommaso De Ocheda, umanista italiano († 1831)
- 22 dicembre - Alessandro Rolla, violinista, violista e compositore italiano († 1841)
- 31 dicembre - Pierre-Ferdinand de Bausset-Roquefort, arcivescovo cattolico francese († 1829)

### Senza giorno specificato
- Carlo Avarna di Gualtieri, politico italiano († 1836)
- Michel de Beaupuy, generale francese († 1796)
- Pierre-Antoine Bellangé, ebanista e disegnatore francese († 1827)
- Pietro Bonci Casuccini, archeologo italiano († 1842)
- Dietrich Adam Heinrich von Bülow, scrittore e militare prussiano († 1807)
- Madame Thenard, attrice teatrale e cantante francese († 1849)
- Francis Douce, antiquario e collezionista d'arte inglese († 1834)
- Alexandre-Hyacinthe Dunouy, pittore francese († 1841)
- Fëdor Sergeevič Gagarin, ufficiale e politico russo († 1794)
- Giovanni Antonio Galignani, editore italiano († 1821)
- Peter Hagerstein, marinaio, traduttore e militare finlandese († 1810)
- Thomas Hardy, pittore e incisore britannico († 1804)
- Josepha Hellmuth, attrice teatrale e soprano tedesca
- Ellis Cornelia Knight, saggista e docente inglese († 1837)
- Osip Antonovič Kozlovskij, compositore russo († 1831)
- Kubo Shunman, artista giapponese († 1820)
- Küçük Hüseyin Pascià, ammiraglio ottomano († 1803)
- Paolo Landriani, pittore, scenografo e architetto italiano († 1839)
- John Milledge, politico statunitense († 1818)
- Johann Gottfried Neumeister, insegnante e organista tedesco († 1840)
- Pietro Pezzi, medico e scrittore italiano († 1826)
- Giuseppe Pisani, scultore italiano († 1839)
- Andrea Querini Stampalia, ammiraglio austriaco († 1825)
- Gaspare Richelmi di Bovile, generale italiano († 1827)
- Grazioso Rusca, scultore svizzero († 1829)
- Caterina Bondini, soprano italiana
- Pietro Taglioretti, pittore, architetto e diplomatico svizzero († 1823)
- John Whitelocke, militare britannico († 1833)

## Morti

### Gennaio
- 8 gennaio - Giovanni Maria Benzon, arcivescovo cattolico italiano (n. 1670)
- 9 gennaio - Louis Bertrand Castel, matematico e gesuita francese (n. 1688)
- 9 gennaio - Bernard le Bovier de Fontenelle, avvocato, scrittore e aforista francese (n. 1657)
- 13 gennaio - Francesco Albotto, pittore italiano
- 20 gennaio - Charles René Billuart, teologo francese (n. 1685)
- 20 gennaio - Anton Francesco Gori,  italiano (n. 1691)
- 23 gennaio - Yosep III Maraugin
- 23 gennaio - George Payne, funzionario e scrittore britannico (n. 1685)
- 24 gennaio - Francesco Robba, scultore italiano (n. 1698)
- 26 gennaio - René-Louis de Voyer de Paulmy d'Argenson, scrittore francese (n. 1694)

### Febbraio
- 5 febbraio - Alessandro Pascoli, scrittore, filosofo e medico italiano (n. 1669)
- 11 febbraio - Mauro D'Alay, violinista e compositore italiano
- 11 febbraio - Francesco Landi, cardinale e arcivescovo cattolico italiano (n. 1682)
- 21 febbraio - Georg Franz Ebenhech, scultore e intagliatore tedesco (n. 1710)
- 21 febbraio - Bartolomeo Intieri, agronomo italiano (n. 1679)
- 26 febbraio - Paolo Benedetto Bellinzani, compositore italiano (n. 1682)
- 26 febbraio - Maria Moninckx, pittrice e illustratrice olandese
- 27 febbraio - Pier Francesco Guala, pittore italiano (n. 1698)

### Marzo
- 1º marzo - Edward Moore, scrittore e drammaturgo inglese (n. 1712)
- 6 marzo - Franz Konrad von Stadion und Thannhausen, vescovo cattolico tedesco (n. 1679)
- 10 marzo - Johann Joseph von Trautson, cardinale austriaco (n. 1704)
- 14 marzo - John Byng, ammiraglio inglese (n. 1704)
- 21 marzo - Henry Howard, XI conte di Suffolk, nobile e politico inglese (n. 1686)
- 21 marzo - Niccolò Maria Lercari, cardinale e arcivescovo cattolico italiano (n. 1675)
- 23 marzo - Thomas Herring, arcivescovo anglicano inglese (n. 1693)
- 27 marzo - Johann Stamitz, compositore e violinista ceco (n. 1717)
- 28 marzo - Wilhelm Dietrich von Buddenbrock, generale prussiano (n. 1672)
- 28 marzo - Robert François Damiens, criminale francese (n. 1715)
- 31 marzo - William Herbert, ufficiale inglese

### Aprile
- 1º aprile - Giuseppe Felissano, vescovo cattolico italiano (n. 1697)
- 6 aprile - Pietro Galletti, vescovo cattolico italiano (n. 1664)
- 8 aprile - Johann Jakob Schmauss, storico e giurista tedesco (n. 1690)
- 11 aprile - Carlo Ginori, nobile, politico e imprenditore italiano (n. 1702)
- 15 aprile - Rosalba Carriera, pittrice italiana (n. 1673)
- 20 aprile - Paul Alphéran de Bussan, arcivescovo cattolico francese (n. 1684)
- 29 aprile - Frédéric-Jérôme de La Rochefoucauld, cardinale, arcivescovo cattolico e abate francese (n. 1701)

### Maggio
- 6 maggio - Federico Guglielmo III di Schleswig-Holstein-Sonderburg-Beck, nobile e militare tedesco (n. 1723)
- 6 maggio - Charles FitzRoy, II duca di Grafton, nobile e politico inglese (n. 1683)
- 6 maggio - Kurt Christoph von Schwerin, generale prussiano (n. 1684)
- 9 maggio - Colin Campbell, mercante britannico (n. 1686)
- 14 maggio - Bartolomeo Cordans, compositore italiano (n. 1698)
- 21 maggio - Carlotta di Lorena, nobildonna francese (n. 1678)
- 30 maggio - Maria Francesca Gonzaga, nobildonna spagnola (n. 1731)

### Giugno
- 5 giugno - Bernardina Cristiana di Sassonia-Weimar, nobile tedesca (n. 1724)
- 11 giugno - Mattheus Terwesten, pittore e disegnatore olandese (n. 1670)
- 26 giugno - Maximilian Ulysses Browne, militare irlandese (n. 1705)
- 26 giugno - Giacomo Cassetti, scultore italiano (n. 1682)
- 28 giugno - Sofia Dorotea di Hannover, regina (n. 1687)

### Luglio
- 2 luglio - Giovanna Elisabetta di Baden-Durlach, nobile (n. 1680)
- 2 luglio - Siraj ud-Dalla, sovrano indiano (n. 1733)
- 4 luglio - Siegmund Jakob Baumgarten, teologo tedesco (n. 1706)
- 18 luglio - Maria Eleonora del Liechtenstein, principessa austriaca (n. 1703)
- 23 luglio - Domenico Scarlatti, clavicembalista e compositore italiano (n. 1685)

### Agosto
- 3 agosto - Carlo Guglielmo Federico di Brandeburgo-Ansbach, nobile tedesco (n. 1712)
- 5 agosto - Antoine Pesne, pittore francese (n. 1683)
- 15 agosto - Filippo Rosa Morando, letterato, drammaturgo e poeta italiano (n. 1732)
- 21 agosto - Johann Samuel König, fisico tedesco (n. 1712)
- 28 agosto - Giovanni Battista Busiri, pittore italiano (n. 1698)
- 28 agosto - David Hartley, psicologo e filosofo britannico (n. 1705)
- 30 agosto - Giuseppe Pascaletti, pittore italiano (n. 1699)

### Settembre
- 3 settembre - Giulio Pontedera, botanico italiano (n. 1688)
- 4 settembre - Christopher Butler, arcivescovo cattolico e nobile irlandese (n. 1673)
- 6 settembre - Joseph-Dominique d'Inguimbert, arcivescovo cattolico, teologo e archivista francese (n. 1683)
- 9 settembre - Maria Dmitrievna Cantemir, nobildonna russa (n. 1700)
- 24 settembre - Aaron Burr Senior, educatore statunitense (n. 1716)
- 24 settembre - Gaston Pierre de Lévis-Mirepoix, generale francese (n. 1699)
- 26 settembre - Apollonio Domenichini, pittore italiano (n. 1715)
- 28 settembre - Andrea Zani, compositore e violinista italiano (n. 1696)

### Ottobre
- 2 ottobre - Luigi Centurione, gesuita italiano (n. 1686)
- 8 ottobre - Cristiana Sofia Carlotta di Brandeburgo-Bayreuth, principessa (n. 1733)
- 17 ottobre - René-Antoine Ferchault de Réaumur, scienziato e fisico francese (n. 1683)
- 24 ottobre - Pietro Marchesini, pittore italiano (n. 1692)
- 25 ottobre - Agostino Calmet, abate francese (n. 1672)
- 25 ottobre - Anton Sturm, scultore austriaco (n. 1690)
- 28 ottobre - Giovanna Astrua, soprano italiano (n. 1720)
- 30 ottobre - Osman III, sultano ottomano (n. 1699)
- 30 ottobre - Edward Vernon, ammiraglio inglese (n. 1684)

### Novembre
- 3 novembre - George Munro, militare britannico (n. 1700)
- 5 novembre - Francesco Maria Bianchi, pittore italiano (n. 1689)
- 7 novembre - Philipp von Stosch, antiquario prussiano (n. 1691)
- 12 novembre - Colley Cibber, drammaturgo e attore teatrale inglese (n. 1671)
- 16 novembre - Giovanni Giacomo Millo, cardinale italiano (n. 1695)
- 17 novembre - Maria Giuseppa d'Austria, nobile austriaca (n. 1699)
- 27 novembre - Pierre Lemonnier, matematico e filosofo francese (n. 1675)

### Dicembre
- 5 dicembre - Johann Ernst Hebenstreit, botanico e naturalista tedesco (n. 1703)
- 11 dicembre - Fortunato Chelleri, compositore italiano (n. 1690)
- 21 dicembre - Hercule Mériadec de Rohan-Guéméné, nobile francese (n. 1688)
- 28 dicembre - Carolina Elisabetta di Hannover, principessa britannica (n. 1713)

### Senza giorno specificato
- Vakhushti Bagration, geografo, storico e cartografo georgiano (n. 1696)
- Domenico Luigi Barone, drammaturgo italiano (n. 1685)
- Stephen Bayard, politico statunitense (n. 1700)
- Thomas Blackwell, filologo scozzese (n. 1701)
- Matteo Bottiglieri, scultore e pittore italiano (n. 1684)
- Joseph Dulac, militare e scrittore italiano (n. 1706)
- John Dyer, poeta gallese (n. 1699)
- Francesco Franchini, compositore, organista e presbitero italiano
- Giuseppe Galli da Bibbiena, scenografo e architetto italiano (n. 1696)
- Giovanni Battista Grimaldi, doge (n. 1673)
- Kelzang Gyatso, monaco buddhista tibetano (n. 1708)
- Paul Methuen, diplomatico inglese (n. 1672)
- Dmitrij Leont'evič Ovcyn, cartografo e esploratore russo (n. 1708)
- Emanuele d'Astorga, compositore e letterato italiano (n. 1680)
- Matthäus Seutter, cartografo tedesco (n. 1678)
- Edward Seymour, VIII duca di Somerset, nobile britannico (n. 1695)
- Abbondio Stazio, stuccatore svizzero (n. 1663)
- Dmitrij Vasil'evič Sterlegov, esploratore russo
- Placido Troyli, abate e storico italiano (n. 1688)
- As'ad Pascià al-Azm,  siriano (n. 1706)

## Calendario
| Calendario 1757 | Calendario 1757 | Calendario 1757 | Calendario 1757 | Calendario 1757 | Calendario 1757 | Calendario 1757 | Calendario 1757 | Calendario 1757 | Calendario 1757 | Calendario 1757 | Calendario 1757 | Calendario 1757 | Calendario 1757 | Calendario 1757 | Calendario 1757 | Calendario 1757 | Calendario 1757 | Calendario 1757 | Calendario 1757 | Calendario 1757 | Calendario 1757 | Calendario 1757 | Calendario 1757 | Calendario 1757 | Calendario 1757 | Calendario 1757 | Calendario 1757 | Calendario 1757 | Calendario 1757 | Calendario 1757 | Calendario 1757 | Calendario 1757 |
| --------------- | --------------- | --------------- | --------------- | --------------- | --------------- | --------------- | --------------- | --------------- | --------------- | --------------- | --------------- | --------------- | --------------- | --------------- | --------------- | --------------- | --------------- | --------------- | --------------- | --------------- | --------------- | --------------- | --------------- | --------------- | --------------- | --------------- | --------------- | --------------- | --------------- | --------------- | --------------- | --------------- |
|                 | 1               | 2               | 3               | 4               | 5               | 6               | 7               | 8               | 9               | 10              | 11              | 12              | 13              | 14              | 15              | 16              | 17              | 18              | 19              | 20              | 21              | 22              | 23              | 24              | 25              | 26              | 27              | 28              | 29              | 30              | 31              |                 |
| Gennaio         | Sa              | Do              | Lu              | Ma              | Me              | Gi              | Ve              | Sa              | Do              | Lu              | Ma              | Me              | Gi              | Ve              | Sa              | Do              | Lu              | Ma              | Me              | Gi              | Ve              | Sa              | Do              | Lu              | Ma              | Me              | Gi              | Ve              | Sa              | Do              | Lu              |                 |
| Febbraio        | Ma              | Me              | Gi              | Ve              | Sa              | Do              | Lu              | Ma              | Me              | Gi              | Ve              | Sa              | Do              | Lu              | Ma              | Me              | Gi              | Ve              | Sa              | Do              | Lu              | Ma              | Me              | Gi              | Ve              | Sa              | Do              | Lu              |                 |                 |                 |                 |
| Marzo           | Ma              | Me              | Gi              | Ve              | Sa              | Do              | Lu              | Ma              | Me              | Gi              | Ve              | Sa              | Do              | Lu              | Ma              | Me              | Gi              | Ve              | Sa              | Do              | Lu              | Ma              | Me              | Gi              | Ve              | Sa              | Do              | Lu              | Ma              | Me              | Gi              |                 |
| Aprile          | Ve              | Sa              | Do              | Lu              | Ma              | Me              | Gi              | Ve              | Sa              | Do              | Lu              | Ma              | Me              | Gi              | Ve              | Sa              | Do              | Lu              | Ma              | Me              | Gi              | Ve              | Sa              | Do              | Lu              | Ma              | Me              | Gi              | Ve              | Sa              |                 |                 |
| Maggio          | Do              | Lu              | Ma              | Me              | Gi              | Ve              | Sa              | Do              | Lu              | Ma              | Me              | Gi              | Ve              | Sa              | Do              | Lu              | Ma              | Me              | Gi              | Ve              | Sa              | Do              | Lu              | Ma              | Me              | Gi              | Ve              | Sa              | Do              | Lu              | Ma              |                 |
| Giugno          | Me              | Gi              | Ve              | Sa              | Do              | Lu              | Ma              | Me              | Gi              | Ve              | Sa              | Do              | Lu              | Ma              | Me              | Gi              | Ve              | Sa              | Do              | Lu              | Ma              | Me              | Gi              | Ve              | Sa              | Do              | Lu              | Ma              | Me              | Gi              |                 |                 |
| Luglio          | Ve              | Sa              | Do              | Lu              | Ma              | Me              | Gi              | Ve              | Sa              | Do              | Lu              | Ma              | Me              | Gi              | Ve              | Sa              | Do              | Lu              | Ma              | Me              | Gi              | Ve              | Sa              | Do              | Lu              | Ma              | Me              | Gi              | Ve              | Sa              | Do              |                 |
| Agosto          | Lu              | Ma              | Me              | Gi              | Ve              | Sa              | Do              | Lu              | Ma              | Me              | Gi              | Ve              | Sa              | Do              | Lu              | Ma              | Me              | Gi              | Ve              | Sa              | Do              | Lu              | Ma              | Me              | Gi              | Ve              | Sa              | Do              | Lu              | Ma              | Me              |                 |
| Settembre       | Gi              | Ve              | Sa              | Do              | Lu              | Ma              | Me              | Gi              | Ve              | Sa              | Do              | Lu              | Ma              | Me              | Gi              | Ve              | Sa              | Do              | Lu              | Ma              | Me              | Gi              | Ve              | Sa              | Do              | Lu              | Ma              | Me              | Gi              | Ve              |                 |                 |
| Ottobre         | Sa              | Do              | Lu              | Ma              | Me              | Gi              | Ve              | Sa              | Do              | Lu              | Ma              | Me              | Gi              | Ve              | Sa              | Do              | Lu              | Ma              | Me              | Gi              | Ve              | Sa              | Do              | Lu              | Ma              | Me              | Gi              | Ve              | Sa              | Do              | Lu              |                 |
| Novembre        | Ma              | Me              | Gi              | Ve              | Sa              | Do              | Lu              | Ma              | Me              | Gi              | Ve              | Sa              | Do              | Lu              | Ma              | Me              | Gi              | Ve              | Sa              | Do              | Lu              | Ma              | Me              | Gi              | Ve              | Sa              | Do              | Lu              | Ma              | Me              |                 |                 |
| Dicembre        | Gi              | Ve              | Sa              | Do              | Lu              | Ma              | Me              | Gi              | Ve              | Sa              | Do              | Lu              | Ma              | Me              | Gi              | Ve              | Sa              | Do              | Lu              | Ma              | Me              | Gi              | Ve              | Sa              | Do              | Lu              | Ma              | Me              | Gi              | Ve              | Sa              |                 |